# River Lees
River Lees är ett vattendrag i Bahamas. Det ligger i den sydvästra delen av landet, 100 km sydväst om huvudstaden Nassau.
Trakten runt River Lees är nära nog obefolkad, med mindre än två invånare per kvadratkilometer.